# 圣彼得堡地铁
圣彼得堡地铁 （羅馬化：Peterburgsky metropoliten）是俄罗斯第二大城市圣彼得堡的地下铁路系统，于1955年开通，目前共有5条线路，每天总计约有300万人搭乘，为世界第16繁忙的地铁系统。

## 歷史

### 计划
圣彼得堡地铁的构想在俄罗斯帝国时代便已提出，但當時的聖彼得堡沒有足夠的物質和技術資源來支持建設，沙皇对地铁不感兴趣，城市内的居民也不支持地铁的兴建。20世纪初由于一战、俄罗斯内战、迁都莫斯科，导致圣彼得堡 （已改名为列寧格勒，本文统一称圣彼得堡）的人口减少，地铁建设直到1938年才被再次提出，1941年圣彼得堡开始进行地铁建设，然而同年9月列寧格勒圍城戰开始，地铁建设被迫暂停。

### 第一阶段
二战结束后， 1947年9月3日圣彼得堡地鐵恢復建設。1955年，二战结束后10年，圣彼得堡地鐵完工通车，第一阶段开通1号线--基洛夫-維堡線，全长10.8千米，建築風格充斥斯大林主義設計。在1号线开通后3年，1958年圣彼得堡对该路线进行延伸。

### 發展
同时2号线--莫斯科-彼得格勒線也自1955年开始建设，并于1961年通车。至1992年圣彼得堡地鐵已有4条路线完工通车，按计划到2004年圣彼得堡地鐵还将增加3条路线、61个车站，然而1990年代初蘇聯解體後俄羅斯私有化導致的財政困難導致大部分的工程被凍結，5号线伏龍芝-海濱線直到2008年才开通。

## 路線列表

圣彼得堡地铁线路图（建築中的路線和車站以空心線標示）

| #              | 中文線名          | 俄文線名 | 開通年份 | 長度 （公里） | 站數 |
| -------------- | ----------------- | -------- | -------- | ------------- | ---- |
| 01             | 基洛夫-維堡線     |          | 1955     | 29.6          | 19   |
| 02             | 莫斯科-彼得格勒線 |          | 1961     | 30.1          | 18   |
| 03             | 涅瓦-瓦西里島線   |          | 1967     | 27.6          | 12   |
| 04             | 拉赫金-右岸線     |          | 1985     | 11.2          | 8    |
| 05             | 伏龍芝-海濱線     |          | 2008     | 26.2          | 15   |
| 總數：         | 總數：            | 總數：   | 總數：   | 124.8         | 72   |
| 建築中或規劃中 |                   |          |          |               |      |
| 06             | 紅村-加里寧線     |          | 2024     | ？            | 2    |

## 車輛

### 退役車
| 型號                        | 運用年    | 載客量 | 説明 |
| --------------------------- | --------- | ------ | --- |
| G (81-701)                  | 1955—1978 | 264    | |
| D (81-702) M5, UM5 (81-700) | 1961—1992 | 264    | G型改良型，車体輕量化、座席配置變更。部分車輛1969年來自基輔地鐵，之後部分車輛轉予下諾夫哥羅德地鐵使用。 |
| E (81-703)                  | 1964—2015 | 264    | E型及衍生型可混成編成。1969年部分車輛轉予基輔地鐵，以交換D型車。1979年時進行翻新。                      |

### 現役車輛
| 系列                    | 型號                          | 外觀 | 運用年 | 運用路線 | 載客量                          | 説明 |
| ----------------------- | ----------------------------- | ---- | ------ | -------- | ------------------------------- | --- |
| Em型                    | Ema、Em、Emh (81-705/704/706) |      | 1967-  |          | 264                             | |
| 81-717/714型            | 81-717/714                    |      | 1985-  |          | 81-717：309人/ 81-714：330人    | 81-717作為頭車；81-714為中間車。5/5М的不同之處在於使用了更現代的電氣設備。5P是為圣彼得堡特制的改良型。                                                     |
| 81-717/714型            | 81-717.5/714.5                |      | 1988-  |          | 81-717：309人/ 81-714：330人    | 81-717作為頭車；81-714為中間車。5/5М的不同之處在於使用了更現代的電氣設備。5P是為圣彼得堡特制的改良型。                                                     |
| 81-717/714型            | 81-717.5P/714.5P              |      | 2012-  |          | 81-717：309人/ 81-714：330人    | 81-717作為頭車；81-714為中間車。5/5М的不同之處在於使用了更現代的電氣設備。5P是為圣彼得堡特制的改良型。                                                     |
| 81-540/541型            | 81-540/541                    |      | 1997-  |          | 81-540：308人/ 81-541：330人    | 基于莫斯科地铁的81-717.5M/714.5M的改良版。81-540作為頭車；81-541為中間車。.1根据81-550/551/552型试验车改造，.2是圣彼得堡第一种装备驾驶室前挡风玻璃的列车。 |
| 81-540/541型            | 81-540.1/541.1                |      | 2000-  |          | 81-540：308人/ 81-541：330人    | 基于莫斯科地铁的81-717.5M/714.5M的改良版。81-540作為頭車；81-541為中間車。.1根据81-550/551/552型试验车改造，.2是圣彼得堡第一种装备驾驶室前挡风玻璃的列车。 |
| 81-540/541型            | 81-540.2/541.2                |      | 2006-  |          | 81-540：308人/ 81-541：330人    | 基于莫斯科地铁的81-717.5M/714.5M的改良版。81-540作為頭車；81-541為中間車。.1根据81-550/551/552型试验车改造，.2是圣彼得堡第一种装备驾驶室前挡风玻璃的列车。 |
| 81-540/541型            | 81-540.5/541.5                |      | 2006-  |          | 81-540：308人/ 81-541：330人    | 基于莫斯科地铁的81-717.5M/714.5M的改良版。81-540作為頭車；81-541為中間車。.1根据81-550/551/552型试验车改造，.2是圣彼得堡第一种装备驾驶室前挡风玻璃的列车。 |
| 81-540/541型            | 81-540.7/541.7                |      | 2002-  |          | 81-540：308人/ 81-541：330人    | 基于莫斯科地铁的81-717.5M/714.5M的改良版。81-540作為頭車；81-541為中間車。.1根据81-550/551/552型试验车改造，.2是圣彼得堡第一种装备驾驶室前挡风玻璃的列车。 |
| 81-540/541型            | 81-540.8/541.8                |      | 2004-  |          | 81-540：308人/ 81-541：330人    | 基于莫斯科地铁的81-717.5M/714.5M的改良版。81-540作為頭車；81-541為中間車。.1根据81-550/551/552型试验车改造，.2是圣彼得堡第一种装备驾驶室前挡风玻璃的列车。 |
| 81-540/541型            | 81-540.9/541.9                |      | 2005-  |          | 81-540：308人/ 81-541：330人    | 基于莫斯科地铁的81-717.5M/714.5M的改良版。81-540作為頭車；81-541為中間車。.1根据81-550/551/552型试验车改造，.2是圣彼得堡第一种装备驾驶室前挡风玻璃的列车。 |
| 81-556/557/558型 "涅瓦" | 81-556/557/558                |      | 2013-  |          | 81-556：253人/ 81-557/58：272人 | 与捷克斯柯达運輸合作制造，基于斯柯达的原型车制造。 |
| 81-556/557/558型 "涅瓦" | 81-556.1.1/557.1/558.1        |      | 2014-  |          | 81-556：253人/ 81-557/58：272人 | 与捷克斯柯达運輸合作制造，基于斯柯达的原型车制造。 |
| 81-556/557/558型 "涅瓦" | 81-556.2/557.2/558.2          |      | 2017-  |          | 81-556：253人/ 81-557/58：272人 | 与捷克斯柯达運輸合作制造，基于斯柯达的原型车制造。 |
| 81-722/723/724型 "银禧" | 81-722/723/724                |      | 2014-  |          | 81-722：253人/ 81-723/24：272人 | 基于莫斯科地铁的81-720/721 "亞烏扎"的改良版。81-722作為頭車；81-723為中間車，81-724為無動力中間拖車。                                                      |
| 81-722/723/724型 "银禧" | 81-722.1/723.1/724.1          |      | 2015-  |          | 81-722：253人/ 81-723/24：272人 | 基于莫斯科地铁的81-720/721 "亞烏扎"的改良版。81-722作為頭車；81-723為中間車，81-724為無動力中間拖車。                                                      |
| 81-722/723/724型 "银禧" | 81-722.3/723.3/724.3          |      | 2016-  |          | 81-722：253人/ 81-723/24：272人 | 基于莫斯科地铁的81-720/721 "亞烏扎"的改良版。81-722作為頭車；81-723為中間車，81-724為無動力中間拖車。                                                      |

## 票务
圣彼得堡地铁和其他大多數城市不一樣，採取進站收費，一票通全程，不計距離，轉乘路線不另補票。自2023年开始单程票票价为70卢布。

## 月台門先驅
圣彼得堡地铁曾於1960年代在其中10個車站安裝一種名為「水平电梯」（горизонтальный лифт）的設施，這是世界上最早期出現的月台幕門之一，不過月台幕門是用不透明的鋼鐵所製造的鋼門，再以石牆包圍車門以外月台部份。由於月台及路軌完全被不透明鋼門及石牆阻隔，乘客無法單憑肉眼得知列車是否駛進，直至職員作出宣佈及開啟鋼門才能進入車廂。但這設施因成效不大而未能推廣至其他車站，現時尚有少量車站繼續使用。
2018年5月，3號線西北延綫開通的兩個新站跟隨其他國家的潮流在月台安裝了玻璃自動幕門，這亦是少數在俄羅斯聯邦境內有安裝這種現代化幕門的地鐵站。

## 事件
2017年4月3日下午2点20分，莫斯科－彼得格勒线先纳亚广场站到科技学院站间的一辆列车发生爆炸，约10人死亡，50多人伤亡。7人到院时死亡，其他人被紧急送往医院。俄罗斯总统弗拉基米尔·普京的家乡是圣彼得堡，事发后他身处当地。他向遇难者家属表示哀悼。4月3日，俄罗斯国家反恐委员会在基洛夫－维堡线的起义广场站拆除一枚简易爆炸装置。

## 未来计划

### 既有线延伸
圣彼得堡地铁4号线正在进行延伸工程，完工后4号线将延伸至瓦西里島南部，4号线的延伸工程预计2024年完工，然而4号线的延伸工程实际上并未通过专家审查，但市长不认为这会影响工程进行。

### 新路線
圣彼得堡地铁正在建设的新路线为6号线--紅村-加里寧線，该路线自市中心向城市西南延伸，从2013年开始建设，预计2024年至2027年之间分段陆续完工。

## 外部連結
- （俄文）聖彼得堡地鐵官方網站 （页面存档备份，存于）